# براينت براونينج
براينت براونينج (بالإنجليزية: Bryant Browning)‏ هو لاعب كرة قدم أمريكية أمريكي، ولد في 26 يونيو 1988 في كليفلاند في الولايات المتحدة.

## وصلات خارجية
- براينت براونينج على موقع مرجع كرة القدم المحترفة.كوم (الإنجليزية)